# Stanton Kidd
Stanton Kidd, né le 18 mars 1992 à Baltimore dans le Maryland, est un joueur américain de basket-ball évoluant aux postes d'ailier et ailier fort.

## Biographie
Le 21 octobre 2019, il intègre l'effectif final du Jazz de l'Utah pour la saison 2018-2019. Le 21 novembre 2019, il est coupé.
Kidd s'engage avec le Lokomotiv Kouban-Krasnodar, un club russe, en juillet 2021 mais, en mars 2022, après l'invasion de l'Ukraine par la Russie, le contrat entre Kidd et le Lokomotiv est rompu.